# Hrvatska malonogometna reprezentacija do 21 godine
Hrvatska malonogometna ili futsalska reprezentacija do 21 godine starosti (U-21 Futsal) se natječe od 2001. godine. Pod organizacijom je Hrvatskog nogometnog saveza.
Trenutačno je izbornik Mladen Perica.
Reprezentacija je do svibnja 2013. odigrala ukupno 23 službene utakmice, ostvarivši 9 pobjeda, 9 neriješenih rezultata i 5 poraza, uz gol-razliku 57:46.

## Europska prvenstva
- Europsko prvenstvo u dvoranskom nogometu za igrače do 21 godine - Rusija 2008. - skupina

## Rekordi
| - - Najviše nastupa: - Dario Marinović (12) - Saša Babić (12) - Žarko Luketin (11) - Darko Vidović (10) - Josip Lucić (10) - Mario Herceg (10) - Damir Repinc (10) - Alen Protega (9) |  | - - Najbolji strijelci: - Dario Marinović (10) - Damir Repinc (6) - Josip Lucić (5) - Mate Bugarija (5) - Saša Babić (3) - Duško Martinac (2) - Damir Znaor (2) - Zoran Štorga (2) |

## Trenutna momčad
| Ime i Prezime   | Klub                           |
| --------------- | ------------------------------ |
| Josip Bilandžić | MNK Split Tommy                |
| Marin Strikić   | MNK Mejaši Klesarstvo Dicmo    |
| Mislav Banek    | F.C Nacional Zagreb            |
| Sven Horvath    | F.C Nacional Zagreb            |
| Marin Musinov   | MNK Mejaši Klesarstvo Dicmo    |
| Duje Nevistić   | MNK Solin Staro Češko          |
| Damir Znaor     | MNK Murter                     |
| Marko Troskot   | MNK Murter                     |
| Robert Nospak   | MNK Osijek V.B.K.              |
| Ante Mijat      | MNK Kijevo Bilić-Erić Security |
| Domagoj Ćuk     | MNK Osijek V.B.K.              |
| Kristijan Zor   | MNK Novo Vrijeme Apfel         |
| Goran Ugarković | F.C Nacional Zagreb            |
| Sedat Ziberi    | Mnk Alumnus Futsalfer          |

## Vanjske poveznice
- Službene stranice HNS-a

| Nogomet u Hrvatskoj                                                           | Nogomet u Hrvatskoj |
| ----------------------------------------------------------------------------- | --- |
|                                                                               | |
| Hrvatski nogometni savez                                                      | |
|                                                                               | |
| Reprezentacije i selekcije                                                    | Muške reprezentacije "A" • "B" • do 23 • do 21 • do 20 • do 19 • do 18 • do 17 • do 16 • do 15 • do 14 Ženske reprezentacije "A" • do 19 • do 17 • do 15 Futsalske reprezentacije "A" • do 21 • do 19 Ostale selekcije beskućnička • gluhih • liječnička • policijska • romska • svećenička • veteranska • vojna |
|                                                                               | |
| Ligaška natjecanja                                                            | HNL • 1. NL • 2. NL • 3. NL • 4. HNL • 1. ŽNL • 2. ŽNL • 3. ŽNL • 4. ŽNL • Ligaški sustav |
|                                                                               | |
| Kup natjecanja                                                                | Hrvatski nogometni kup • Hrvatski nogometni superkup |
|                                                                               | |
| Natjecanja za mlađe selekcije                                                 | juniori (prvenstvo / kup) • kadeti (prvenstvo / kup) • pioniri (prvenstvo / kup) |
|                                                                               | |
| Natjecanja za veterane                                                        | nogometno prvenstvo veterana • dvoransko prvenstvo veterana |
|                                                                               | |
| Natjecanja za žene                                                            | 1. HNLŽ • 2. HNLŽ • HNK za žene • 1. HMNLŽ |
|                                                                               | |
| Malonogometna natjecanja                                                      | 1. HMNL • 2. HMNL • Malonogometni kup • Malonogometni superkup • 1. HMNLŽ • Dvoransko prvenstvo 1. HNL |
|                                                                               | |
| Nogomet u Hrvatskoj • Popis klubova • Popis nogometaša • Popis bivših klubova | |
| Muške reprezentacije                                                          | "A" • "B" • do 23 • do 21 • do 20 • do 19 • do 18 • do 17 • do 16 • do 15 • do 14 |
|                                                                               | |
| Ženske reprezentacije                                                         | "A" • do 19 • do 17 • do 15 |
|                                                                               | |
| Futsalske reprezentacije                                                      | "A" • do 21 • do 19 |
|                                                                               | |
| Ostale selekcije                                                              | beskućnička • gluhih • liječnička • policijska • romska • svećenička • veteranska • vojna |

| Muške reprezentacije     | "A" • "B" • do 23 • do 21 • do 20 • do 19 • do 18 • do 17 • do 16 • do 15 • do 14         |
|                          |                                                                                           |
| Ženske reprezentacije    | "A" • do 19 • do 17 • do 15                                                               |
|                          |                                                                                           |
| Futsalske reprezentacije | "A" • do 21 • do 19                                                                       |
|                          |                                                                                           |
| Ostale selekcije         | beskućnička • gluhih • liječnička • policijska • romska • svećenička • veteranska • vojna |

| Nogomet u Hrvatskoj                                                           | Nogomet u Hrvatskoj |
| ----------------------------------------------------------------------------- | --- |
|                                                                               | |
| Hrvatski nogometni savez                                                      | |
|                                                                               | |
| Reprezentacije i selekcije                                                    | Muške reprezentacije "A" • "B" • do 23 • do 21 • do 20 • do 19 • do 18 • do 17 • do 16 • do 15 • do 14 Ženske reprezentacije "A" • do 19 • do 17 • do 15 Futsalske reprezentacije "A" • do 21 • do 19 Ostale selekcije beskućnička • gluhih • liječnička • policijska • romska • svećenička • veteranska • vojna |
|                                                                               | |
| Ligaška natjecanja                                                            | HNL • 1. NL • 2. NL • 3. NL • 4. HNL • 1. ŽNL • 2. ŽNL • 3. ŽNL • 4. ŽNL • Ligaški sustav |
|                                                                               | |
| Kup natjecanja                                                                | Hrvatski nogometni kup • Hrvatski nogometni superkup |
|                                                                               | |
| Natjecanja za mlađe selekcije                                                 | juniori (prvenstvo / kup) • kadeti (prvenstvo / kup) • pioniri (prvenstvo / kup) |
|                                                                               | |
| Natjecanja za veterane                                                        | nogometno prvenstvo veterana • dvoransko prvenstvo veterana |
|                                                                               | |
| Natjecanja za žene                                                            | 1. HNLŽ • 2. HNLŽ • HNK za žene • 1. HMNLŽ |
|                                                                               | |
| Malonogometna natjecanja                                                      | 1. HMNL • 2. HMNL • Malonogometni kup • Malonogometni superkup • 1. HMNLŽ • Dvoransko prvenstvo 1. HNL |
|                                                                               | |
| Nogomet u Hrvatskoj • Popis klubova • Popis nogometaša • Popis bivših klubova | |
| Muške reprezentacije                                                          | "A" • "B" • do 23 • do 21 • do 20 • do 19 • do 18 • do 17 • do 16 • do 15 • do 14 |
|                                                                               | |
| Ženske reprezentacije                                                         | "A" • do 19 • do 17 • do 15 |
|                                                                               | |
| Futsalske reprezentacije                                                      | "A" • do 21 • do 19 |
|                                                                               | |
| Ostale selekcije                                                              | beskućnička • gluhih • liječnička • policijska • romska • svećenička • veteranska • vojna |

| Muške reprezentacije     | "A" • "B" • do 23 • do 21 • do 20 • do 19 • do 18 • do 17 • do 16 • do 15 • do 14         |
|                          |                                                                                           |
| Ženske reprezentacije    | "A" • do 19 • do 17 • do 15                                                               |
|                          |                                                                                           |
| Futsalske reprezentacije | "A" • do 21 • do 19                                                                       |
|                          |                                                                                           |
| Ostale selekcije         | beskućnička • gluhih • liječnička • policijska • romska • svećenička • veteranska • vojna |